# هنري نيلسون كارول
هنري نيلسون كارول هو محامي وسياسي كندي، ولد في 21 ديسمبر 1937.